# Psechrus khammouan
Espèce
Psechrus khammouan est une espèce d'araignées aranéomorphes de la famille des Psechridae.

## Distribution
Cette espèce est endémique de la province de Khammouane au Laos,.

## Description
Le corps de Psechrus khammouan mesure de 12,2 à 14,5 mm.
C'est une espèce troglophile qui a été observée à l'entrée de grottes.

## Publication originale
- Jäger, 2007 :  Spiders from Laos with descriptions of new species (Arachnida: Araneae). Acta Arachnologica, vol. 56, no 1, p. 29-58 (texte intégral).